# Aare Seeland mobil
La Aare Seeland mobil (ASm) è un'azienda svizzera che svolge servizi di trasporto pubblico nei cantoni Berna e Soletta.

## Storia
La società è nata nel 1999 dalla fusione di quattro aziende preesistenti:
- Regionalverkehr Oberaargau (RVO) denominazione dal 2 luglio 1990 della Oberaargau-Jura-Bahnen (OJB)[2], a sua volta nata nel 1959 dalla fusione della Langenthal-Jura-Bahn (LJB) con la Langenthal-Melchnau-Bahn (LMB)[3];
- Biel-Täuffelen-Ins-Bahn (BTI), nata nel 1912;
- Solothurn-Niederbipp-Bahn (SNB), nata nel 1918;
- Oberaargauischen Automobilkurse (OAK), nata nel 1916.

Nel 2003 è stata assorbita anche la Ligerz-Tessenberg-Bahn (LTB).
Sin dal 1959 esistevano diversi accordi di cooperazione tra le società: il primo fu stipulato tra SNB e OJB, esteso nel 1964 alla BTI, nel 1983 alla Bielersee-Schifffahrts-Gesellschaft (BSSG) e nel 1984 alla LTB. Il consorzio prese nel 1985 il nome Oberaargau-Solothurn-Seeland-Transport (OSST).

## Società
La società è una società anonima con azionisti principali la Confederazione (36,25%), il canton Berna (37,94%), il canton Soletta (3,36%), i comuni interessati (12,47%); il resto delle azioni sono di proprietà di privati (9,12%) o possedute dalla società (0,88%).

## Esercizio
ASm gestisce le ferrovie Biel-Täuffelen-Ins, Soletta-Niederbipp, Langenthal-Oensingen e Langenthal-St. Urban, la funicolare Ligerz-Tessenberg e diverse autolinee urbane ed extraurbane tra Langenthal, Herzogenbuchsee e Bienne.
La rete ferroviaria è lunga 58,1 km, quella automobilistica 103,9.

## Flotta
Nel 2015 la flotta ASm consiste in:
- 18 automotrici;
- 7 locomotori;
- 31 autobus.